# Écorégion terrestre du WWF

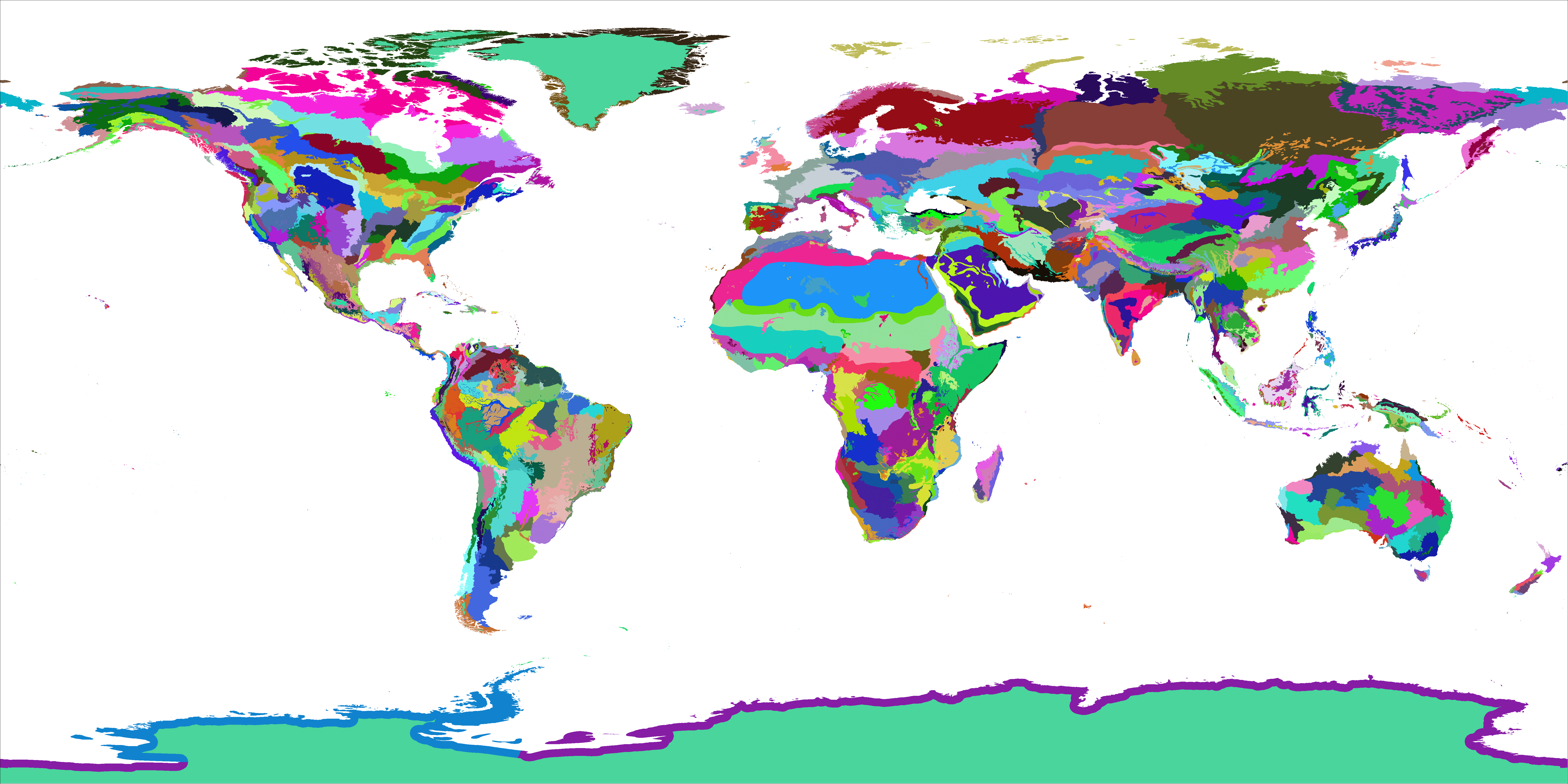
Les 825 écorégions terrestres du WWF.

Les écorégions terrestres du WWF sont des subdivisions de la surface terrestre émergée en fonction de critères biogéographiques, établies formellement par le Fonds mondial pour la nature (WWF) en 2001. Elles sont définies comme des « unités relativement importantes de terres contenant un assemblage distinct de communautés et d'espèces naturelles, avec des limites qui se rapprochent de l'étendue originelle des communautés naturelles avant les grands changements d'utilisation du sol [par l'humain] ». Ces écorégions dressent une cartographie globale de la biodiversité terrestre, reflétant la répartition complexe de la faune et de la flore, et conçue comme un outil pour les programmes de conservation de la nature.
Cette classification reconnait 867 unités, organisées en 14 biomes terrestres et 8 écozones.

## Origines
La classification en écorégions tire son origine du constat que les tentatives de divisions de la surface terrestre en fonction des critères géophysique uniques (température, pluviométrie, végétation, etc.) ne représentent pas suffisamment les variations dans la distribution des espèces. Ces approches classiques omettent en effet plusieurs paramètres, comme l'endémisme des genres et des familles ou l'empreinte de l'histoire géologique sur la répartition géographique, et échouent ainsi à reconnaitre la place de nombreux biotes d'importance majeure pour les programmes de conservation.
De plus, le WWF estime que les systèmes similaires proposés dans le passé ne sont pas des outils effectifs en raison de leur résolution trop faible. La mise en place de zones protégées ou la délimitation d'aires de répartition des espèces endémiques s’appuient souvent sur des critères demandant une connaissance approfondie de régions de taille restreinte. Avec 867 unités de base, la cartographie établie par le WWF présente une moyenne de 150 000 km2 par écorégion (pour une médiane de 50 000 km2), contre 750 000 km2 environ dans les classifications antérieures.

## Délimitation
Dans sa structure générale, la classification du WWF reprend telle quelle la division en « royaumes biogéographiques » établie par Miklos Udvardy en 1975 et adapte le système de biomes utilisé pour le continent américain par Dinerstein et al. (1995) et Ricketts et al. (1999). Les écorégions sont elles-mêmes basées sur les unités décrites précédemment par plusieurs ouvrages biogéographiques à dimension régionale, notamment :
- les « régions phytogéographiques » de White (1983)[5] pour l'Afrotropique ;
- la « régionalisation biogéographique de l'Australie » de l'Australian Nature Conservation Agency[6] ;
- les divisions de l'Indomalais de MacKinnon (1997)[7], basées sur les « provinces biotiques » d'Udvardy (1975) ;
- les écorégions des États-Unis[8] et de l'Alaska[9] de l'Environmental Protection Agency, les écorégions du Canada[10] de Environnement Canada, et les travaux de Rzedowski sur la végétation du Mexique[11], pour le Néarctique ;
- les cartes de la végétation du Brésil[12] de l'Institut brésilien de géographie et de statistiques, du Venezuela[13] et du Guyana[14] de Huber (1988 et 1995), et la carte écologique d'Amérique centrale[15] de Holdridge (1977), pour le Néotropique ;
- la carte des forêts d'URSS de Kurnaev (1990)[16], les travaux de Miyawaki (1975) sur la végétation du Japon[17], et la carte du « Comité chinois de compilation des cartes de végétation »[18], pour la partie orientale du Paléarctique.
- la collaboration avec le projet « Digital Map of European Ecological Regions (DMEER) » en 2000 pour la partie européenne du Paléarctique[19].

Nombre de ces systèmes préexistants ont dû être réunis ou scindés afin de souligner des limites biogéographiques reconnues ou d'uniformiser la résolution de chaque unité. Lorsqu'aucune carte n'était disponible, les divisions ont été dessinées en se basant en premier lieu sur le relief, puis sur le type de végétation.
Cette approche est néanmoins fondée sur plusieurs compromis. Les limites entre écorégions sont rarement nettes sur le terrain, elles sont plutôt constituées d'écotones et d'habitats en mosaïque. Les unités de ce système ne sont pas non plus optimales pour tous les taxons, mais pour une majorité. Enfin, elles ne sont pas toujours uniformément couvertes de la végétation du biome dans lequel elles sont classées et peuvent contenir de petites parcelles d'écosystèmes typiques d'autres habitats.

## Classification
Chaque écorégion possède un code unique permettant de l'identifier facilement. Ce code est constitué de deux lettres indiquant l'écozone dans laquelle se situe la région, suivi de deux chiffres (de 01 à 14) renvoyant au biome auquel appartient cette dernière. Les deux derniers chiffres forment le numéro d'ordre de l'écorégion. Chacun des 867 systèmes ainsi constitué appartient à une écozone et à un biome unique et participe à la délimitation dans l'espace de ces deux macro-unités.
| Les 8 écozones | Les 14 biomes |
| - (AA) Australasien - (AT) Afrotropique - (AN) Antarctique - (IM) Indomalais - (NA) Néarctique - (NT) Néotropique - (OC) Océanien - (PA) Paléarctique | 1. Forêts de feuillus humides tropicales et subtropicales 2. Forêts de feuillus sèches tropicales et subtropicales 3. Forêts de conifères tropicales et subtropicales 4. Forêts de feuillus et forêts mixtes tempérées 5. Forêts de conifères tempérées 6. Forêts boréales et taïga 7. Prairies, savanes et brousses tropicales et subtropicales 8. Prairies, savanes et brousses tempérées 9. Prairies et savanes inondables 10. Prairies et brousses d'altitude 11. Toundra 12. Forêts, bois et maquis méditerranéens 13. Déserts et brousses xériques 14. Mangroves |

## Outils
En collaboration avec l'Environmental Systems Research Institute (ESRI), le WWF a publié en ligne l'application « WildFinder » qui permet de visualiser la distribution des espèces animales en fonction des écorégions terrestres. La base de données du programme comprend actuellement quatre taxons: mammifères, oiseaux, reptiles et amphibiens. Les informations sont disponibles pour 825 écorégions, les mangroves ayant été volontairement omises en raison de leurs tailles très réduites. La distribution des espèces est basée sur leur répartition historique (environ 1500 apr. J.-C.) dans la continuation de l'idée que les écorégions dessinent la carte de la biodiversité en dehors des perturbations induites par l'humain, ce qui permet la mise en place de programmes de réintroduction. Ces données sont principalement extraites des quatre bases de données suivantes :
- « Amphibian Species of the World » pour les amphibiens ;
- « EMBL Database » pour les reptiles ;
- « The Sibley/Monroe World List of Bird Names » pour les oiseaux ;
- « Mammal Species of the World » pour les mammifères.

En ne tenant compte que de la présence ou de l'absence d'une espèce dans une écorégion donnée, l'application surestime néanmoins systématiquement sa distribution réelle. Il est donc nécessaire de garder à l'esprit que le « WildFinder » montrent un panel d'écorégions où une espèce donnée est présente et non pas sa répartition géographique précise.

## Statut de conservation
Le WWF a attribué un statut de conservation à chacune des écorégions terrestres, à l'image de ceux utilisés par la liste rouge des espèces menacées de l'UICN.
- Critique : la portion intacte du système est cantonnée à des fragments isolés de taille réduite avec une faible probabilité de persistance à court terme sans des mesures immédiates de protection et de restauration. De nombreuses espèces ont déjà disparu en raison de la perte de leur habitat. Les fragments encore intacts ne présentent pas les conditions minimales pour maintenir les processus écologiques et des populations viables de nombreuses espèces. L'utilisation du sol entre ces fragments est souvent incompatible avec la survie de nombreuses espèces natives. La propagation d'espèces étrangères peut être un problème écologique sérieux, particulièrement dans les milieux insulaires. Les grands prédateurs ont presque tous été exterminés[4].
- En danger : la portion intacte du système est cantonnée à des fragments isolés de taille variable avec une probabilité moyenne à faible de persistance à court terme sans des mesures immédiates de protection et de restauration. Plusieurs espèces ont déjà disparu en raison de la perte de leur habitat. Les fragments encore intacts ne présentent pas les conditions minimales pour maintenir les processus écologiques à grande échelle et des populations viables de nombreuses espèces. L'utilisation du sol entre ces fragments est en grande partie incompatible avec la survie de nombreuses espèces natives. Les grands prédateurs ont, pour la plupart, été exterminés[4].
- Vulnérable : la portion intacte du système est divisée en blocs de taille variable dont plusieurs fragments resteront intacts à court terme, surtout si des mesures adéquates de protection et de restauration sont entreprises. Dans de nombreuses zones, les espèces sensibles ont disparu ou déclinent, particulièrement les grands prédateurs et le gibier. L'utilisation du sol entre ces blocs est parfois incompatible avec la survie de nombreuses espèces natives[4].
- Relativement stable : les communautés naturelles ont été altérées dans certaines zones, causant le déclin local des populations exploitées et la perturbation des processus écologiques. Ces zones peuvent être étendues, mais restent encore éparpillée au milieu des portions du système demeurées intactes. Les liens écologiques entre les portions intactes sont encore largement fonctionnels. Les espèces sensibles à l'activité humaines, comme les grands prédateurs et les oiseaux terrestres, sont présentes à une densité inférieure aux variations naturelles de leur distribution[4].
- Relativement intact : les communautés naturelles de l'écorégion sont largement intactes. Les espèces sensibles à l'activité humaines, comme les grands prédateurs et les oiseaux terrestres, ne sont pas présentes à une densité inférieure aux variations naturelles de leur distribution. Les biotes se déplacent et se dispersent naturellement dans les limites de l'écorégion et les processus écologiques fluctuent tout au long d'habitats largement contigus[4].